# Phare de Isla Verde
Le Phare de Isla Verde est un phare inactif situé à l'extrémité sud d'un ancien fort sur Isla Verde Punta Carnero dans le port d'Algésiras dans la province de Cadix en Andalousie (Espagne). Il domine le Détroit de Gibraltar

## Histoire
Le phare a été construit en 1863 par Jaime Font et mis service en 1864. C'est une tour polygonale en pierre de 9 m de haut sur une maison de gardien d'un seul étage. Il a été érigé dans l'enceinte de l'ancien Fuerte de Isla Verde (en) dans l'île du même nom mais celle-ci est désormais intégrée dans le port commercial d'Algésiras. Il est inactif depuis les années 1980.
Identifiant : ex-Amirauté : D2422 .
|          |
| Le phare |

|                     |
| Fort de Isla Grande |